# آستاگرام
آستاگرام (به لاتین: Austagram) یک منطقهٔ مسکونی در بنگلادش است که در ناحیه کیشورگنج واقع شده‌است. آستاگرام ۳۵۵٫۵۳ کیلومتر مربع مساحت و ۱۳۲٬۳۰۳ نفر جمعیت دارد.